# 名数一覧

## 1
- 一人：(1)いちじん/天皇:(2)いちにん/右大臣
- 一上：いちのかみ/左大臣
- 一の人：(1)摂政・関白:(2)太政大臣
- 一神教
- 一天
- 長谷川海太郎一人三人全集（林不忘・谷譲二・牧逸馬）
- 都筑道夫ひとり雑誌
- 一党独裁制
- 一事不再理
- 三県一局時代
- 一期一会
- 三木一草
- 二社一寺
- 一無、二少、三多
- 一家衆
- 一乗
- 一如
- 一念三千
- 一門衆
- 一院制
- 5W1H
- 一極体制
- モノクローム
- 一元論
- 一国二制度
- 三神一体
- 三位一体
- 三武一宗の法難
- 一つの中国
- 4M1T
- モノトーン
- 二郭一荘
- モノフォニー
- 四つのノー、一つのない
- モノラル
- 一粒万倍日
- モノレール
- ワンソース (webデザイン)
- 一字一石経
- 一汁一菜

## 2
- ディオスクロイ：カストル・ポルックス
- 二院：上院（参議院、貴族院など）・下院（衆議院など）
- 二天：(1)日天子・月天子(2)帝釈天:梵天(3)持国天:多聞天
- 二都：(1)南都(奈良)・北都(京都)(2)ロンドン・パリ(3)長安・洛陽
- 二聖：(1)書道空海・嵯峨天皇(2)和歌柿本人麻呂・山部赤人(3)天皇（高宗）・天后（則天武后）
- 二峅：岩峅寺・芦峅寺
- 秀吉の二兵衛、両兵衛：黒田官兵衛（孝高）・竹中半兵衛（重治）
- 毛利両川：吉川元春・小早川隆景
- 大坂の左右の大将：鈴木重意（孫一）・下間頼廉
- 伊達の双璧：片倉景綱・伊達成実
- 藤門の双璧：山中一郎・香月経五郎
- 立花双璧：小野鎮幸・由布惟信
- 二文理大：東京文理科大学・広島文理科大学
- 両界（二界）：金剛界・胎蔵界
- 二人羽織
- ダイグロシア(二言語変種使い分け)
- 二中歴

## 3
- 日本三大○○：日本三大一覧を参照
- 世界三大○○：世界三大一覧を参照
- 日本国憲法の三大原則：主権在民・基本的人権の尊重・平和主義
- 金融三法：日本銀行法・銀行法・臨時金利調整法
- 銀行の三大業務：預金業務・貸出業務・為替業務
- 貨幣の三大機能：交換・価値測定・価値貯蔵
- 生産三要素：土地・資本・労働
- 国民の三大義務：勤労・納税・教育
- 労働三権：団結権・団体交渉権・争議権
- 労働三法：労働基準法・労働組合法・労働関係調整法
- 三誥
- 三人衆
  - 西美濃三人衆：稲葉良通・安藤守就・氏家直元
  - 三好三人衆：三好長逸・三好政康・岩成友通
- 夏の大三角
- 冬の大三角
- 三穢：白不浄（出産）・黒不浄（死）・赤不浄（女性の生理）
- 三原色：(1)色料の三原色　(2)光の三原色 → 色
- 三大悲劇詩人（ギリシア悲劇）：アイスキュロス・ソポクレス・エウリピデス
- 西洋三大神秘学（西洋占星術・錬金術・カバラ）
- 西洋三大オカルチスト（ブラヴァツキー・シュタイナー・グルジェフ）
- 東方の三博士
- 三聖：釈迦・孔子・キリスト（老子・孔子・釈迦を指す場合もある）
- 三宝、三宝尊
- 釈迦三尊
- 阿弥陀三尊
- 三身
- 三公：太師・太傅・太保
- 神
  - 三神一体
  - 三位一体
  - 造化三首
- 三法印
- 日本三景
- 三冠
  - 三冠
  - 三冠王：首位打者・打点王・本塁打王
- 三賞：技能賞・敢闘賞・殊勲賞
- 三韓：(1)馬韓・弁韓・辰韓(2)新羅・百済・高句麗
- 三姑：雲霄・瓊霄・碧霄（『封神演義』）
- 三種の神器・三種の神器 (電化製品)
- 天下三茄子：九十九髪茄子・松本茄子・富士茄子
- 中国の正史
  - 三史（後三史）『史記』・『漢書』・『後漢書』
  - 前三史 『史記』・『漢書』・『東観漢記』
  - 三国志
- 三清
- 三態（三相）
- 三大預言書:イザヤ書・エレミヤ書・エゼキエル書
- 御三家
- 三国司(戦国三国司)：姉小路氏・一条氏・北畠氏
- 三傑
  - 劉邦三傑：韓信・蕭何・張良
  - 伊達三傑：伊達成実・片倉景綱・鬼庭綱元
  - 三英傑：織田信長・豊臣秀吉・徳川家康
  - 徳川三傑：井伊直政・榊原康政・本多忠勝
  - 維新の三傑：西郷隆盛・大久保利通・木戸孝允
  - 警視庁の三郎三傑：高野佐三郎・高橋赴太郎・川崎善三郎
- 三銃士
  - 三銃士
  - 闘魂三銃士：武藤敬司・蝶野正洋・橋本真也
- 三頭政治
- 三千家
- 北アルプス三大急登：烏帽子岳のブナ立尾根・笠ヶ岳の笠新道・燕岳の合戦尾根
- 三代格式：弘仁格式・貞観格式・延喜格式
- 寛政の三奇人：林子平・高山彦九郎・蒲生君平
- 寛政の三博士：古賀精里・尾藤二洲・柴野栗山（古賀精里の代わりに岡田寒泉を加える事もある）
- 寛政の三忠臣：松平定信・本多忠籌・加納久周
- 三賢女（三才女）
  - 三賢女：小野小町・紫式部・清少納言
  - 県門の三才女：進藤茂子・油谷倭文子・鵜殿余野子
- 幕末の三舟：勝海舟・山岡鉄舟・高橋泥舟
- 幕末の三剣士：男谷信友・島田虎之助・大石進・比留間与八
- 三筆
  - 書の三聖：空海・菅原道真・小野道風
  - 三跡(三蹟)：小野道風・藤原佐理・藤原行成
  - 三筆：空海・嵯峨天皇・橘逸勢
  - 寛永の三筆：本阿弥光悦・近衛信尹・松花堂昭乗
  - 黄檗の三筆：隠元隆琦・木庵性瑫・即非如一
  - 幕末の三筆：市川米庵・貫名菘翁・巻菱湖
  - 明治の三筆：日下部鳴鶴・中林梧竹・巖谷一六
- 室町幕府三管領：細川氏・畠山氏・斯波氏
- 和歌三神：住吉明神・玉津島明神・柿本人麻呂（または人麻呂の代わりに天満天神、住吉明神・玉津島明神の代わりに山部赤人・衣通姫）
- 三河三奉行：高力清長・本多重次・天野康景
- 三弾正：保科正俊・真田幸隆・高坂昌信
- 三駿河：宇佐美定満・吉川元春・加藤信邦
- 三山城：竹腰正信・直江兼続・横山長知
- 摂津三守護：和田惟政・池田勝正・伊丹親興
- 三家老
  - 豊州三家老（大友三家老）：吉弘鑑理・臼杵鑑速・立花道雪または吉岡長増
  - 宇喜多三老：岡家利（利勝）・戸川秀安・長船貞親
  - 筒井三家老：島清興・松倉重信・森好之
  - 大浦三老：小笠原信浄・兼平綱則・森岡信元
  - 氏康三家老：大道寺政繁・遠山綱景・松田憲秀
  - 三中老：生駒親正・堀尾吉晴・中村一氏
- 三山（※多数あり、詳細は「三山」を参照）
- 松代三山（儒者）：鎌原桐山、山寺常山、佐久間象山
- 天保の三剣豪：男谷信友・島田虎之助・大石進（大石進の代わりに比留間与八を加える事もある）
- 天保の三佞人：水野忠篤・林忠英・美濃部茂育
- 海赤雨三将：海北綱親・赤尾清綱・雨森清貞
- 三美神
- 三姉妹
  - 浅井三姉妹：茶々・初・江
  - プロヴァンスの三姉妹
- 天下三肩衝：茶入れの銘器、初花肩衝・楢柴肩衝・新田肩衝
- 三羽烏
  - 清水東三羽烏：大榎克己・長谷川健太・堀池巧
  - 白秋門下三羽烏：萩原朔太郎・室生犀星・大手拓次
- 三魔：御今・有馬持家・烏丸資任
- 三富：谷中感応寺・目黒不動・湯島天神
- 三竦み
  - じゃんけん：カエル・ヘビ・ナメクジ
  - 狐拳：狐・庄屋・猟師
  - 産業組織論：構造S・行為C・成果P
- 匂宮三帖
- 帚木三帖
- 三関
- 江戸三森
- 江戸の三大刑場：小塚原刑場・鈴ヶ森刑場・大和田刑場
- 仁科三湖：青木湖・木崎湖・中綱湖
- 佐賀の三右衛門：酒井田柿右衛門・今泉今右衛門・中里太郎右衛門
- 有田の三右衛門：柿右衛門・今右衛門・源右衛門
- 三分：序分・正宗分・流通分
- 大正三美人：九條武子・柳原白蓮・江木欣々または林きむ子
- 三一致の法則：時の単一・場の単一・筋の単一
- 三人の会：芥川也寸志・團伊玖磨・黛敏郎
- ピアノ三重奏
- 三代集：古今集・後撰集・拾遺集
- 三界：欲界・色界・無色界
- 三民主義：民族の独立・民権の伸長・民主の安定
- 三都：京・大坂・江戸
- ロボット工学三原則
- 非核三原則：もたず・つくらず・もちこませず
- 昭和三大馬鹿査定
- 三ばか大将（各種あり）
- 三密：身密・口密・心密
- 3つの密：密閉空間・密集場所・密接場面
- 三審制：地裁・高裁・最高裁
- 三権分立：行政・立法・司法
- 三悪：テロリズム・分離主義・急進主義
- 文壇三大音声：丸谷才一・開高健・井上光晴
- 春秋三伝：春秋左氏伝・春秋公羊伝・春秋穀梁伝
- 三秀才：加藤周一・中村真一郎・福永武彦
- 日本三大女優
  - 三大女優：水谷八重子 (初代)・山田五十鈴・杉村春子
  - 日本映画三大美人女優：山田五十鈴・原節子・入江たか子
  - 新劇三大婆さん役女優：北林谷栄(劇団民藝)・鈴木光枝(劇団文化座)・初井言榮(劇団青年座)
  - 劇団俳優座が生んだ新劇三大女優：市原悦子・岩崎加根子・渡辺美佐子
  - 角川三人娘：薬師丸ひろ子・原田知世・渡辺典子

## 4
- 日本四大○○→日本四大一覧
  - 四大工業地帯：京浜工業地帯・中京工業地帯・阪神工業地帯・北九州工業地帯
  - 幕末の四大人斬り:田中新兵衛・河上彦斎・岡田以蔵・中村半次郎
- 四大公害病：水俣病・イタイイタイ病・第二水俣病・四日市ぜんそく
- 中国四大○○→中国四大一覧
  - 蘇州四大園林：蘇州古典園林のうち、宋代の滄浪亭・元代の獅子林・明代の拙政園・清代の留園
- 世界四大○○→世界四大一覧
  - 世界四大文明：エジプト文明・メソポタミア文明・インダス文明・黄河文明
  - 四大ギリシア教父：アタナシオス・カイサリアのバシレイオス・ナジアンゾスのグレゴリオス・ヨハネス・クリュソストモス
  - 四大ラテン教父：アンブロジウス・ヒエロニムス・アウグスティヌス・グレゴリウス1世
- 四季
- 四季の女神：佐保姫（春）・筒姫（夏）・竜田姫（秋）・宇津姫（冬）
- 四史（前四史）『史記』・『漢書』・『後漢書』・『三国志』
- 四神（四神相応）
- 四霊
- 四諦
- 四書
  - 四書（儒教）：論語・孟子・大学・中庸
  - 四大奇書（中国・日本）
  - 四福音書：マタイ・マルコ・ルカ・ヨハネ
- 四君子（蘭・竹・菊・梅）
- 四大節（大日本帝国における祝祭日）
- 四大：地・水・火・風
- 四夷：東夷・西戎・南蛮・北狄
- 四元素
- 四大精霊
- 四人組
  - 四人組 (中国史)
- 四天王（○○四天王）
  - 織田四天王：柴田勝家・滝川一益・明智光秀・丹羽長秀
  - 徳川四天王：本多忠勝・井伊直政・榊原康政・酒井忠次
  - 頼光四天王：渡辺綱・坂田金時・卜部季武・碓井貞光
  - 武田四天王：馬場信春・内藤昌豊・山縣昌景・高坂昌信
  - 龍造寺四天王：江里口信常・成松信勝・百武賢兼・円城寺信胤・木下昌直
  - 惺門四天王：林羅山・那波活所・松永尺五・堀杏庵
  - 落語四天王：三代目古今亭志ん朝・七代目立川談志・八代目橘屋圓蔵・五代目三遊亭圓楽[1]
  - 悪筆四天王：石原慎太郎・黒岩重吾・田中小実昌・川上宗薫
  - Ｖシネマ四天王：哀川翔・竹内力・小沢仁志・白竜
- 戦国四君：孟嘗君（斉）・平原君（趙）・春申君（楚）・信陵君（魏）
- 四家
  - 藤原四家：藤原南家・藤原北家・藤原式家・藤原京家
  - 茶道四家：表千家・裏千家・武者小路千家・藪内家
  - 元末四大家：黄公望・呉鎮・倪瓚・王蒙
- 一条朝の四納言：藤原公任・藤原行成・藤原斉信・源俊賢
- 四姓（日本）：源氏・平氏・藤原氏・橘氏
  - 神祇の四姓：白川伯王家・大中臣氏・卜部氏・忌部氏
- 国学の四大人（よはしらのうし）：荷田春満・賀茂真淵・本居宣長・平田篤胤
- 冷泉家の四祖：藤原俊成・藤原定家・藤原為家・冷泉為相
- 四職：山名氏・一色氏・京極氏・赤松氏
- 信長の四長：林秀貞・平手政秀・青山信昌・内藤勝介
- 囲碁四哲：本因坊元丈・安井知得・幻庵因碩・本因坊秀和
- 清洲会議四宿老：柴田勝家・丹羽長秀・池田恒興・羽柴秀吉
- 浅井四翼：磯野員昌・野村定元・三田村秀俊・大野木国重
- マスコミ四媒体：新聞・雑誌・ラジオ・テレビ
- 呉中四傑：揚基・高啓・張羽・徐賁
- 島津四勇将：新納忠元・鎌田政年・川上久朗・肝付兼盛
- 幕末の四賢侯:松平慶永・山内豊信・島津斉彬・伊達宗城
- 四鏡：大鏡・今鏡・水鏡・増鏡
- 四大洲：贍部洲・勝身洲・牛貨洲・倶盧洲
- 四部合戦状：平家物語・保元物語・平治物語・承久記
- 弦楽四重奏
- 四不象
- 四維：東北・東南・西北・西南
- 南朝四代：後醍醐・後村上・長慶・後亀山
- 四則演算
- シェイクスピア四大悲劇：ハムレット・オセロ・マクベス・リア王

## 5
- 日本五大一覧
- 五街道：東海道、中山道、甲州街道、奥州街道、日光街道
- 五畿七道
- 五行：木・火・土・金・水
- 五大：地・水・火・風・空
- 五穀
- 五色沼 (福島県北塩原村)
- 五色沼 (仙台市)
- 五爵：公爵、侯爵、伯爵、子爵、男爵
- 五臓六腑
- 五大洋
- 五人囃子
- 五大老
- 五奉行
  - 毛利五奉行：児玉就忠・桂元忠・赤川元助・粟屋元親・国司元相
- 五山
  - 尼寺五山
  - 鎌倉五山
  - 京都五山
- 五岳（※いろいろ多数あり、詳細は五岳を参照）
- 春秋五覇(五覇)
- 五賢帝
- 五大湖
- 富士五湖：山中湖、河口湖、西湖、精進湖、本栖湖
- 三方五湖：三方湖、水月湖、菅湖、久々子湖、日向湖
- 五摂家：近衛家、九条家、一条家、二条家、鷹司家
- 名物五つ茄子：富士茄子・曙茄子・七夕茄子・利休小茄子・豊後茄子
- 五将
  - 五将軍（魏：張遼・楽進・于禁・張郃・徐晃）
  - 五虎大将軍（蜀：関羽・張飛・趙雲・馬超・黄忠）
  - 五虎大将軍(阪神)(近本光司・中野拓夢・森下翔太・佐藤輝明・大山悠輔)※坂本誠志郎を加えて虎の6将とする場合もある。
  - 織田五大将：柴田勝家・丹羽長秀・滝川一益・明智光秀・羽柴秀吉
  - 北条五色備：北条綱成・北条綱高・富永直勝・笠原康勝・多目元忠
- 小返しの五本鑓：川上忠兄・川上久智・川上久林・押川公近・久保之盛
- 五人組
  - 五人組 (日本史)
  - ロシア5人組
- 五箇条の御誓文
- 五榜の掲示
- モーセ五書
- 五鬼
  - 寛政の五鬼：山本北山、亀田鵬斎、市川鶴鳴、冢田大峯、豊島豊洲
- 五節句：人日・上巳・端午・七夕・重陽
- 五蘊：色・受・想・行・識
- 五大州
- 五悪：殺生・偸盗・邪淫・妄語・飲酒
- 五悪趣：地獄・餓鬼・畜生・人間・天または、地獄・餓鬼・畜生・修羅・人天(人間)
- 五大クラシックレース：桜花賞・さつき賞・オークス・ダービー・菊花賞
- クラリネット五重奏
- 五大人的資源：エネルギー・情報・お金・空間・時間
- 五蠹：指学者（儒士）・言談者（縦横家）・帯剣者（遊俠）・患御者（逃亡兵）・商工之民
- 梨壺の五人：大中臣能宣・源順・清原元輔・坂上望城・紀時文
- 明智五宿老
- 大坂五人衆
- 東京新詩社五才媛：与謝野晶子・山川登美子・茅野雅子・石上露子・玉野花子
- 神田五大学：法政大学・中央大学・専修大学・日本大学・明治大学
- 五大改革指令：秘密警察の廃止・労働組合の結成奨励・婦人解放・学校教育の民主化・経済の民主化
- 香港五大要求（中国語：五大訴求）：逃亡犯条例改正案の完全撤回・普通選挙の実現・独立調査委員会の設置・逮捕されたデモ参加者の逮捕取り下げ・民主化デモを暴動とした認定の取り消し
- 平和五原則：領土、主権の相互尊重・相互不可侵・相互内政不干渉・平等互恵・平和共存
- 五大法律学校：東京法学社（のち、東京法学校、現・法政大学）、専修学校（現・専修大学）、明治法律学校（現・明治大学）、東京専門学校（現・早稲田大学）、英吉利法律学校（現・中央大学）
- 五流：加役流・反逆縁坐流・子孫犯過失流・不孝流・会赦猶流

## 6
- 六家
- 六義
- 六気：陰・陽・風・雨・晦・明または:寒・暑・燥・湿・風・火
- 六大：地・水・火・風・空・識
- 六経
- 六国
- 六根：眼・耳・鼻・舌・身・意識
- 六書
- 六朝
- 六道
- 六腑：大腸・小腸・胆・胃・三焦・膀胱
- 六方
- 六法
- 福祉六法：児童福祉法・身体障害者福祉法・生活保護法・知的障害者福祉法・母子及び寡婦福祉法・老人福祉法
- 六卿：大宰・大司徒・大宗伯・大司馬・大司寇・大司空
- 六人組
- フランス6人組
- 六歌仙
- 六観音
- 六国史
- 六大州
- 六大学
- 六地蔵
- 南都六宗
- 斎藤六宿老：氏家直元・安藤守就・日根野弘就・竹腰尚光・長井衛安・日比野清美
- 六角六宿老：三雲成持・蒲生賢秀・進藤貞治・平井定武・後藤秀勝・目賀田綱清
- 和歌六人党
- 奥近習六人衆
- 六大都市：東京23区・横浜市・名古屋市・京都市・大阪市・神戸市
- 6大グループ
- 六大浮世絵師：鈴木春信・鳥居清長・喜多川歌麿・東洲斎写楽・葛飾北斎・歌川広重
- 江戸の六上水
- 六字名号
- 六師外道
- 六欲天：四王天・忉利天・夜摩天・兜率天・楽変化天・他化自在天
- 雲隠六帖
- 六藝：礼・楽・御・書・射・数
- 東京六大学：東京大学・慶應大学・早稲田大学・立教大学・明治大学・法政大学
- 六所遠流：伊豆七島・薩摩五島・天草・壱岐・隠岐・佐渡
- 六玉川

## 7
- 七将：1599年に発生した、石田三成を排斥した七将襲撃事件の参加者を指す
- 七曜（＝七政）
- 七色:(1)虹の色: 赤・橙・黄・緑・青・藍・紫(2)七色唐辛子蕃椒・胡麻・陳皮・芥子・菜種・麻実・山椒
- 七大：地・水・火・風・空・識・根
- ギリシャ七賢人
- ローマの七丘
- 七福神
- 七つの海
- 七元徳（カトリックで3対神徳＋4枢要徳）
- 七罪（カトリックの七つの大罪）
- 七つ道具
- 七観音
- 奥州七観音
- 七俳仙
- 七博士
- 竹林の七賢
- 七不思議
  - 世界の七不思議
  - 越後七不思議
  - 本所七不思議
- 賤ヶ岳の七本槍：福島正則・加藤清正・加藤嘉明・脇坂安治・糟屋武則・平野長泰・片桐且元
- 竹下派七奉行：小渕恵三・橋本龍太郎・羽田孜・小沢一郎・奥田敬和・渡部恒三・梶山静六
- 蟹江七本槍
- 小豆坂七本槍
- 高鍋の七本槍
- 七卿落ち
- 春の七草
- 秋の七草
- 佐賀の七賢人
- 利休七哲
- 江戸七弁天
- 江戸七氷川
- 江戸七森
- 大阪七墓
- 北斗七星
- 旧七帝大
- 七手組：速水守久・野々村吉安・堀田盛重（盛高）・中島氏種・真野頼包・青木一重・伊東長実（郡宗保が入るとも）
- 那須七騎：大関宗増・大田原資清・那須政資・千本資俊・福原資孝・伊王野資信・芦野資豊
- 伊豆七島：大島・新島・利島・神津島・三宅島・御蔵島・八丈島
- 自由七科：文法学・論理学・修辞学・幾何学・算術・天文学・音楽
- 囲碁の七大タイトル：棋聖・名人・本因坊・十段・王座・天元・碁聖
- 典型七公害
- セブン・シスターズ
- 俳諧七部集
- 南都七大寺：東大寺・西大寺・大安寺・興福寺・元興寺・薬師寺・法隆寺
- 京の七口
- 鎌倉七口
- 箱根七湯
- 七人ミサキ
- 七宝：①金・銀・瑠璃・玻璃・硨磲・珊瑚・瑪瑙（『無量寿経』）②金・銀・瑪瑙・瑠璃・硨磲・真珠・玫瑰（『法華経』）

## 8
- 八大地獄
- 八卦
- 八正道
- 八仙 - 呂洞賓（りょどうひん）ほか8人の仙人
- 八部衆
- 八代集
- 八大竜王
- 八徳：仁・義・礼・智・信・忠・孝・悌
- 八介：大内介・富樫介・井伊介・狩野介・三浦介・千葉介・上総介・秋田城介
- 八味（甘・辛・塩・酸・苦・旨・渋・淡）
- 八旗
- 八音
- 八景
- 江戸八富士
- 江戸八森
- 近江八景
- 金沢八景
- 深川八景（永代橋の水鏡、永代寺の晩鐘、木場、塩浜、仲町、洲崎弁天、佃の雨、深川八幡宮）
- 関八州
- 甲州八珍果
- 坂東八平氏
- 黒田八虎：母里友信・後藤基次・黒田利高・黒田利則・黒田直之・栗山利安・黒田一成・井上之房
- 琉球八社
- 八道
- 将棋の8タイトル：竜王・名人・棋聖・王位・王座・棋王・王将・叡王
- 八犬士 - 『南総里見八犬伝』
- 欠史八代：綏靖・安寧・懿徳・孝昭・孝安・孝霊・孝元・開化
- 八虐：謀反・謀大逆・謀叛・悪逆・不道・大不敬・不孝・不義
- 飲中八仙：賀知章・李璡・李適之・崔宗之・蘇晋・李白・張旭・焦遂
- 唐宋八大家：韓愈・柳宗元・欧陽脩・蘇洵・蘇軾・蘇轍・曾鞏・王安石
- 八木：松・柏・竹・橘・楡・枳・桑・棗
- 忍野八海

## 9
- 九偉人
- 九卿
- 九経
- 九字
- 九星
- 九品
- 九曜（＝九執）
- 九流
- 九老僧
- 九つの世界
- 九州
- 鎌倉幕府将軍九代
- 竜生九子
- エジプト九柱の神々
- 九竅（九穴）
- 九家：儒家・道家・陰陽家・法家・名家・墨家・縦横家・雑家・農家
- 九夷：① 畎夷・於夷・方夷・黄夷・白夷・赤夷・玄夷・風夷・陽夷、② 玄菟・楽浪・高驪・満飾・鳧臾・索家・東屠・倭人・天鄙
- 九字名号
- 経済安定九原則：均衡予算・徴税計画の促進・融資制限・賃金の安定・物価の統制・外国為替管理の強化・輸出増加への施策・重要国産原品の増産・食糧集荷計画の改善

## 10
- 十王
- 十干
- 十家
- 十戒
- 十刹
- 十通
- 十界
- 十哲
  - 孔門十哲
  - 蕉門十哲
  - 木門十哲
- 十天君（『封神演義』）
- 十常侍（三国志）
- 十牛図
- 十如是
- 十大弟子
- 十羅刹女
- 東京十社
- 出雲十旗
- 玉鬘十帖
- 宇治十帖
- 尼子十勇士
- 真田十勇士（猿飛佐助ほか）
- 維新の十傑
- オリジナル10
- 十進分類法
- 欠史十代：仁賢・武烈・継体・安閑・宣化・欽明・敏達・用明・崇峻・推古
- 十悪：殺生・偸盗・邪婬・妄語・両舌・悪口・綺語・貪欲・瞋恚・邪見
- ノックスの十戒
- 十字名号
- 十方：東西南北・四維
- 鎌倉十橋
- 鎌倉十井
- アリストテレスの10範疇

## 11
- 十一宮家
- 十一面観音
- 田島山十一ヶ寺
- ベストイレブン
- Jリーグベストイレブン
- Kリーグベストイレブン
- PFA年間ベストイレブン
- セルビア・スーペルリーガベストイレブン
- 甲子殉難十一烈士
- 麒麟閣十一功臣
- NEXT11
- 三井十一家

## 12
- オリュンポス十二神
- 十二因縁
- 十二縁起
- 十二所権現
- 十二縁門
- 十二客
- 十二様
- 十二支
- 十二徳：（信悌忠敬仁勇義和礼孝智聖）
- 十二直
- 十二湖
- 十二小預言書
- 十二神将
- 十二月将
- 十二天将
- 十二使徒
- 外郭十二門：（門号氏族＝大伴連・若犬養連・壬生連・佐伯連・伊福部連・海犬養連・猪養連・丹治比連・山部連・建部君・的臣・玉手臣）
- 十二勇将（十二臣将）（『ローランの歌』）
- 円明園十二生肖獣首銅像
- 冠位十二階
- 皇朝十二銭
- 黄道十二宮
- 県門十二大家
- 現存十二天守
- 伊賀十二人衆
- 12星座占い
- 十二音技法

## 13
- 十三経
- 中国十三宗
- 十三史
- 十三代集
- 十三塚
- 十三名家
- 十三門跡
- 十三門派
- 冠位十三階
- 13星座占い
- 十三宗
- 十三階段
- 13植民地
- 十三人の合議制
- 十三仏
- おおさか十三仏霊場
- 神戸十三仏霊場
- 阿南十三佛霊場
- 伊予十三仏霊場
- 岩戸山十三仏
- 鎌倉十三仏霊場
- 京都十三仏霊場
- 藤ヶ谷十三塚
- 北海道十三仏霊場
- 大和十三仏霊場し
- 十三宗五十六派
- アッシリア十三士
- 十三王
- 広東十三行
- XIII機関
- 護廷十三隊
- 13植民地
- 神道十三派
- 十三代集
- 十三太保
- チベット十三万戸
- 生駒十三峠の十三塚
- 十三峠 (曖昧さ回避)
- 十三道制
- 七色十三階冠
- 13日の金曜日
- 藤ヶ谷十三塚
- 明の十三陵
- 吉田13人衆
- パン屋の1ダース
- 鎌倉殿の13人

## 14
- 十四事（射、騎、棒、刀、抜刀、撃剣、薙刀、鎌、槍、鳥銃、石火箭、火箭、捕縛、拳）
- 北海道十四支庁
- G-14
- G14 (サミット)
- 十四か条の平和原則
- 洪範14条

## 15
- 室町幕府将軍十五代
- 江戸幕府将軍十五代
- 西園寺十五将
- 東京15区
- G15
- 15共和国
- 建武中興十五社
- 西園寺十五将
- 十五大財閥
- 筑後十五城
- 豊の国名水15選
- U15カナダ研究大学連盟

## 16
- 鎌倉幕府執権十六代
- 徳川十六神将
- 燕雲十六州
- 十六島 ①上之島、②西代、③ト杭、④中島、⑤六角、⑥結佐（以上現稲敷市）、⑦松崎（現神崎町）、⑧長島、⑨八筋川、⑩大島、⑪加藤洲、⑫境島、⑬三島、⑭中洲、⑮磯山、⑯扇島（以上現香取市）
- 十六むさし
- 世阿弥十六部集
- 十六羅漢
- 十六観
- 十六観智
- 西山国師遺跡霊場
- 十六小地獄
- 十六善神
- 大石良雄外十六人忠烈の跡
- 加藤十六将
- 十六大国
- 五胡十六国時代
- 十六国春秋
- 十六人裁判
- 聖トマス西と15殉教者
- 十六摂
- 十六茶
- 長野十六槍
- 十六むさし
- 厄除け十六童子

## 17
- 越後十七将（上杉十七将）
- 義平十七騎
- 十七殿
- 十七条憲法
- 十七史
- 朝倉敏景十七箇条
- 西国愛染十七霊場
- 天草十七人衆
- 河内十七箇所
- 十七史商榷
- 首都圏私立17大学
- 十七か条協定
- ネーデルラント17州

## 18
- 十八番
- 歌舞伎十八番
- 猿之助十八番
- 国持十八家
- 西美濃十八将
- 毛利十八将
- 十八松平
- 十八大通
- 十八史
- 十八史略
- 十八般兵器
- 十八宗
- 十八学士
- 十八羅漢
- 関東十八檀林
- 比丘十八物
- 真言宗十八本山
- 仏塔古寺十八尊
- 十八か条の条約
- 十八家晋史
- 十八技
- 菊池十八外城
- ゲッティンゲンの18人
- 公武法制応勅十八箇条
- 新歌舞伎十八番
- 石勒十八騎
- 唐の十八陵
- 武芸十八般

## 19
- 古詩十九首
- 冠位十九階

## 20
- 20人展
- 龍門二十品
- ヴァン=ダインの二十則
- 四国別格二十霊場
- BEL20
- G20
- ISEQ 20指数
- OMXコペンハーゲン20
- 廿日先代
- CAC Next 20
- 20-20-20クラブ
- 公式レバノン・トップ20
- 二十種競技
- 高子二十境
- 二十等爵

## 21
- 二十一流
- 二十一代集
- 二十一史
- 二十一屋形
- 江戸廿一森
- 対華二十一か条要求
- 敗因二十一ヶ条
- 洛中法華21ヶ寺
- 仮名目録追加21条
- ぎふの棚田21選
- 甲賀二十一家
- 早雲寺殿廿一箇条
- 都留市二十一秀峰
- 美少女クラブ21

## 22
- 二十二社
- 二十二史
- 二十二史考異
- 二十二史箚記
- 廷臣二十二卿列参事件
- アミノ酸２２種

## 23
- 東京23区
- 中国23省
- ヒルベルトの23の問題
- 夜討二十三士
- 二十三府制
- 野根山二十三士

## 24
- 大阪24区
- 二十四史
- 二十四輩
- 二十四孝
- 二十四節気
- 二十四番花信風
- 武田二十四将
- 黒田二十四騎
- 凌煙閣二十四功臣
- 河泉二十四地蔵霊場
- 二十四諸天
- ぼけよけ二十四地蔵尊霊場
- 二十四山
- 北杜24景
- 24の前奏曲:フレデリック・ショパン作曲
- 24の前奏曲:アレクサンドル・スクリャービン作曲
- 24の前奏曲:ヨーク・ボウエン作曲
- 24の奇想曲:ニコロ・パガニーニ作曲
- 24の前奏曲とフーガ:ドミトリー・ショスタコーヴィッチ作曲

## 25
- 二十五大寺
- 二十五菩薩
- 上杉二十五将
- 二十五史
- 江戸二十五天神
- OMXヘルシンキ25
- 25カ条綱領
- 菅公聖蹟二十五拝
- 日本二十五勝
- 廿五部秘書
- 前橋二十五人衆
- 洛陽天満宮二十五社順拝
- 真盛上人二十五霊場
- 関西花の寺二十五霊場
- 鶴岡二十五坊
- 二十五有
- 法然上人知多二十五霊場
- 法然上人二十五霊場
- 25の前奏曲:レインゴリト・グリエール作曲
- 25の前奏曲:ツェーザリ・キュイ作曲

## 26
- 日本二十六聖人
- 二十六史
- 冠位二十六階
- 26人のバクー・コミッサール

## 27
- 二十七宿
- 死徒二十七祖

## 28
- 二十八宿
- 二十八部衆
- 雲台二十八将
- 徳川二十八神将
- 武相不動尊二十八所
- 葛城二十八宿
- 清水二十八人衆
- 二十八天
- 毘沙門天二十八使者

## 30
- ダウ工業株30種平均
- OMXストックホルム30
- TOPIX Core30
- うつくしまの音30景
- がんばる商店街30選
- 30-30クラブ
- Z-POP COUNTDOWN 30
- 日本株30
- 三十人政権
- 30人の戦い
- 三十番神
- もえっくす30

## 32
- 三十二身分
- 三十二相八十種好
- 太極拳老譜三十二解
- 立花家三十二槍柱
- 三十二番職人歌合

## 33
- 西国三十三所観音霊場
- 新西国三十三箇所観音霊場
- 播磨西国三十三箇所観音霊場
- 坂東三十三箇所観音霊場
- 飛騨・美濃さくら三十三選
- 飛騨・美濃紅葉三十三選
- 三十三観音
- 三十三身
- 33人の東方人
- 33人の東方人の旗
- 南方三十三館
- 民族代表33人
- 福原西国三十三観音霊場
- 岩部山三十三観音
- 三十三応現身像
- ザクの磨崖三十三観音
- 三十三天
- 磨崖三十三観音 (郡山市)

## 34
- 秩父三十四所観音霊場

## 35
- IBEX 35
- 旧東京市35区

## 36
- 三十六歌仙
- 女房三十六歌仙
- 中古三十六歌仙
- 新三十六歌仙
- 釈門三十六歌仙
- 集外三十六歌仙
- 近世三十六歌仙
- 三十六詩仙・三十六歌仙 (曖昧さ回避)
- 三十六俳仙
- 三十六計
- 三十六字母
- 富嶽三十六景
- 江戸城三十六見附
- 沖縄三十六歌仙
- 三十六貝歌合
- 海外三十六国
- 関東三十六不動尊霊場
- 北関東三十六不動尊霊場
- 近畿三十六不動尊霊場
- 久米三十六姓
- 四国三十六不動尊霊場
- 集外三十六歌仙
- 東海三十六不動尊霊場
- 遠江三十六人衆
- 西本願寺本三十六人家集
- 卅六飛将
- 兵法三十六計
- 北海道三十六不動尊霊場
- やまなみ五湖 水のある風景36選

## 38
- 内海三十八職

## 40
- American Top 40
- ウルトラトップ40
- エードライ・オーストリア・トップ40
- CAC 40
- 40原
- ネーダラントス・トップ40
- NORTH WAVE TOP 40
- Billboard TOP40

## 44
- 甲州街道四十四次

## 47
- 四十七士
- 47都道府県
- 47CLUB
- 47NEWS

## 48
- 四十八滝
- 四十八手
- 伊東四十八城
- いろは四八組
- 48の前奏曲とフーガ:カール・チェルニー作曲

## 49
- 西国薬師四十九霊場
- 善光寺四十九名所
- 中国四十九薬師霊場
- 中部四十九薬師霊場
- 東海四十九薬師霊場

## 50
- 五十音
- アメリカ50州
- 浪速の名橋50選
- Taiwan TOP50
- ウルトラトップ50
- かながわの公園50選
- かながわの探鳥地50選
- かながわの美林50選
- かまくらと三浦半島の古木・名木50選
- 岐阜県の名水50選
- 50 great voices
- 五十戸
- 上海50指数
- 50州
- 14歳までに見ておきたい50の映画
- とくしま水紀行50選
- 日本の灯台50選
- ホンジュラス・トップ50
- 50本塁打クラブ
- 港50選
- メハ・トップ50
- ユーロ・ストックス50指数
- 五十韻

## 53
- 東海道五十三次
- 甲賀五十三家

## 54
- 源氏物語五十四帖

## 56
- 五十六派

## 60
- 六十干支
- S&P トロント60指数
- 六十家小説
- 六十律

## 62
- 六十二見

## 64
- 江東六十四屯
- 武廟六十四将
- 六十四卦

## 69
- 中山道六十九次

## 70
- 相撲の七十手
- TOPIX Large70
- 七十子
- 七十人訳聖書
- 七十門徒

## 72
- ソロモンの霊
- 七十二候

## 77
- がんばる商店街77選
- 77ヶ国グループ
- 新・がんばる商店街77選

## 80
- 三十二相八十種好

## 88
- 四国八十八箇所
- 日本の水浴場88選
- 八王子八十八景
- 88星座
- 廷臣八十八卿
- 北区歴史と文化の八十八選
- 四国のみずべ八十八カ所
- とくしま88景

## 95
- 95か条の論題

## 100
- 日本100名城
- 続日本100名城
- ヨーロッパ100名城
- 日本百名山
- 百選
  - 東北の駅百選
  - 関東の駅百選
  - 中部の駅百選
  - 近畿の駅百選
  - 名水百選
  - 平成の名水百選
  - 日本の滝百選
  - 水の郷百選
  - かおり風景100選
  - 日本の夕陽百選
  - 日本の音風景100選
  - 日本の渚百選
  - 日本の白砂青松100選
- 諸子百家
- 百首歌
- 百人一首
- 東郷100彩
- 豆腐百珍
- 百物語

## 104
- 日本の道100選 - 名前は百選だが、実際には104の道が選ばれている。

## 108
- 水滸伝百八星
- 百八煩悩
- 猪俣百八燈
- 甲斐百八霊場
- BRW108

## 200
- 日本二百名山
- Billboard 200
- Billboard Global 200
- S&P/ASX 200
- 京都の自然200選

## 225
- 日経225

## 300
- 日本三百名山
- 三百諸侯
- 300-300クラブ
- 唐詩三百首

## 404
- 四百四病

## 500
- Graph500
- S&P 500
- TOP500
- 五百人会
- 生物多様性保全上重要な里地里山
- 竹成五百羅漢
- チンクェチェント
- 南朝五百番歌合
- 日本の重要湿地500
- 五百人評議会
- フィナンシャル・タイムズ・グローバル500
- フォーチュン500
- フォーチュン・グローバル500
- 美しい日本の歩きたくなるみち500選
- 五百羅漢
- 房総の魅力500選

## 1000
- 三千大千世界
- 伊勢志摩きらり千選
- 千躰観音
- 千躰観音堂
- キンタマ千本くじ
- 千字文
- 戦争をさせない1000人委員会
- 太極千字文
- 日経JAPAN1000
- 八王子千人同心

## 1500
- 千五百番歌合